# John Bailey (Politiker)
John Bailey (* 1786 in Canton, Norfolk County, Massachusetts; † 26. Juni 1835 in Dorchester, Massachusetts) war ein US-amerikanischer Politiker. Zwischen 1824 und 1831 vertrat er den Bundesstaat Massachusetts im US-Repräsentantenhaus.

## Werdegang
John Bailey besuchte bis 1807 die Brown University in Providence (Rhode Island).  Zwischen 1807 und 1814 arbeitete er in dieser Stadt als Lehrer und Bibliothekar. Danach kehrte er nach Massachusetts zurück, wo er eine politische Laufbahn einschlug. Zwischen 1814 und 1817 war er Abgeordneter im Repräsentantenhaus von Massachusetts; von 1817 bis 1823 arbeitete er für das Außenministerium in Washington, D.C. In den 1820er Jahren schloss er sich der Bewegung gegen den späteren Präsidenten Andrew Jackson an und wurde Mitglied der kurzlebigen National Republican Party.
Im Jahr 1822 wurde er erstmals in den Kongress gewählt, dort aber wegen seines Wohnsitzes außerhalb seines Wahlbezirks nicht zugelassen. Daraufhin kehrte er nach Canton zurück. Nach Baileys Ablehnung im Kongress wurden für den zehnten Distrikt von Massachusetts Nachwahlen ausgeschrieben, bei denen er erfolgreich und gültig kandidierte. Am 13. Dezember 1824 nahm er offiziell seinen Sitz im Parlament ein. Nach drei Wiederwahlen konnte er bis zum 3. März 1831 im Kongress verbleiben. Von 1825 bis 1827 war Bailey Vorsitzender des Ausschusses zur Kontrolle der Ausgaben des Außenministeriums. Seit dem Amtsantritt von Präsident Jackson im Jahr 1829 wurde innerhalb und außerhalb des Kongresses heftig über dessen Politik diskutiert. Dabei ging es um die umstrittene Durchsetzung des Indian Removal Act, den Konflikt mit dem Staat South Carolina, der in der Nullifikationskrise gipfelte, und die Bankenpolitik des Präsidenten. Im Jahr 1830 verzichtete er auf eine weitere Kandidatur.
In den Jahren 1831 bis 1834 saß John Bailey im Senat von Massachusetts. 1834 bewarb er sich erfolglos für die Anti-Masonic Party um das Amt des Gouverneurs von Massachusetts. Er starb am 26. Juni 1835 in Dorchester, einem Vorort von Boston.